# Meriem Menighed
Meriem Malak Menighed, née le 17 mai 1997 à Skikda, est une gymnaste artistique algérienne.

## Carrière
Elle est médaillée de bronze par équipes aux  Championnats d'Afrique de gymnastique artistique 2016.